# Ингушетия (телерадиокомпания)
Государственная телевизионная и радиовещательная компания «Ингушетия» (ингуш. ПТРК «Гӏалгӏайче») — филиал ФГУП «Всероссийская государственная телевизионная и радиовещательная компания» в Республике Ингушетия.

## История
Телевидение в Ингушетия появилось 20 декабря 1992 года при поддержке ГТРК «Ставрополье» и ФСТР (Федеральная служба по телевидению и радиовещанию). В первые годы ГТРК «Ингушетия» испытала огромные трудности, которые были не под силу развитым телерадиостанциям. Телерадиокомпания выживала в сложных условиях: она размещалась в подвальном помещении нарсуда в Назрани по улице Московской, 25. Студия и редакции размещались в щитовых неотапливаемых домиках. Ведущим программ приходилось выходить в эфир при минусовой температуре в помещении. К счастью в 2000 году ГТРК «Ингушетия» переехала в новый современный Аппаратно-студийный корпус.

## Программы
- «Вести Ингушетия»
- «Утро Ингушетии»
- «Местное время. Воскресенье»
- «Хоамаш»
- «Дина лерхӏамаш»
- «Вести — Северный Кавказ»
- «На страже здоровья»
- «Са хьамсара юрт»
- «Молодёжный формат»
- «Эти дети»
- «Лица»

## Теле- и радиоканалы
- «Россия-1» и ГТРК «Ингушетия»
- «Радио России» и ГТРК «Ингушетия»